# Peltosaari (ö i Kajanaland, Kajana, lat 64,48, long 27,38)
Peltosaari är en ö i Finland. Den ligger i sjön Kivesjärvi och i kommunen Paldamo i den ekonomiska regionen  Kajana ekonomiska region  och landskapet Kajanaland, i den centrala delen av landet, 500 km norr om huvudstaden Helsingfors. Öns area är 5,7 hektar och dess största längd är 460 meter i öst-västlig riktning.